# Julius Smend
Julius Smend, född den 10 maj 1857, död den 7 juni 1930, var en tysk teolog, far till musikologen Friedrich Smend, bror till teologen Rudolf Smend, farbror till juristen Rudolf Smend.
Smend verkade som präst på olika ställen samt blev 1891 professor vid prästseminariet i Friedberg i Hessen och 1893 professor i praktisk teologi vid universitetet i Strassburg. Åren 1914-26 var han professor i Münster, där han efterträddes av Wilhelm Stählin.
Smend utgav Die evangelischen deutschen Messen bis zu Luthers deutscher Messe (1896), Der evangelische Gottesdienst (1904) och Kirchenbuch für evangelische Gemeinden (I–II, 1908). Sedan 1896 utgav han tillsammans med Spitta tidskriften "Monatsschrift für Gottesdienst und kirchliche Kunst".